# Нікола Ларіні
Нікола Ларіні (італ. Nicola Larini; нар. 19 березня 1964, Камайоре, Італія) — італійський автогонщик. У Формулі-1 дебютував 6 вересня 1987 року і взяв участь у 75 Гран-прі. Ларіні заробив перші очки у своїй кар'єрі, посівши друге місце на подіумі Гран-прі Сан-Марино 1994 року.